# Sidão (futebolista)
Sidney Aparecido Ramos da Silva, mais conhecido por Sidão (São Paulo, 24 de dezembro de 1982), é um futebolista brasileiro que atua como goleiro. Atualmente joga pelo Atlético Tubarão.

## Carreira
Sidão vem das bases de formações do Corinthians e do São Paulo, e já defendeu a meta de Grêmio Prudente, Juventus, Rio Claro, Taboão da Serra, União Mogi, Luverdense, Icasa e Guaratinguetá, de onde foi negociado com o Audax.
Uma curiosidade é que em 2008, com a camisa do União Mogi, Sidão chegou a atuar durante 90 minutos como atacante em um jogo da Série A 3 do Campeonato Paulista - na ocasião, seu clube não tinha jogadores suficientes inscritos na primeira rodada e ele foi o escolhido para a improvisação.

### Osasco Audax-SP
Sidão chegou ao Audax em 2012, antes mesmo da fusão que geraria o Osasco Audax. Naquele ano, participou da campanha de acesso do clube à 1ª divisão estadual.
Só assumiu a titularidade da equipe a partir da oitava rodada do paulista de 2016, com a lesão do goleiro titular Felipe Alves. Desde então, tornou-se peça importante no estilo de toque de bola proposto pelo técnico Fernando Diniz. Além das boas defesas, Sidão também demonstrou talento com os pés para iniciar as jogadas da equipe.
Na semifinal do Paulistão-2016, Sidão defendeu duas cobranças de pênalti do Corinthians e ajudou a equipe a conquistar a inédita vaga na final.
Com a equipe, ele foi vice-campeão paulista, perdendo a final para o Santos.
Suas boas atuações no Paulistão despertaram o interesse de vários clubes, como São Paulo e Botafogo.

### Botafogo
Em maio de 2016, Sidão chegou ao Botafogo, via empréstimo, para ser o terceiro goleiro do clube, já que o titular, Jefferson, passaria por uma cirurgia.
Assumiu a titularidade da equipe em Junho, e desde então não perdeu mais essa condição.
No dia 28 de junho, quando o Botafogo venceu o Internacional, no Beira-Rio, por 3 a 2, Sidão fez uma linda defesa, aos aos 42 minutos do segundo tempo. Este lance foi eleito a defesa mais bonita da rodada numa enquete do programa “É Gol!!!”, do SporTV.
Em 12 de julho, na partida entre Coritiba e Botafogo que terminou empatada em 0 a 0, válida pela 14ª rodada do Campeonato Brasileiro, Sidão fez uma linda defesa com os pés, após uma finalização de Kléber, que foi eleita a mais bonita da rodada, numa enquete do programa “É Gol!!!”, do SporTV.
No dia 12 de setembro, faz uma grande partida diante do Cruzeiro, no Mineirão, garantindo a vitória do Botafogo por 2 a 0. Essa grande atuação lhe rendeu o "prêmio" de "Monstro da Rodada #24", do Cartola FC.
No dia 14 de setembro de 2016, na partida em que o Botafogo perdeu de 1 a 0 para o Santos, Sidão quase fez um gol de bicicleta, após ir para a área adversária no último lance do jogo. Na cobrança de falta que foi cruzada na área, a bola sobrou para o Sidão, que acertou uma linda bicicleta, mas o goleiro adversário defendeu. Esta jogada participou de uma enquete do programa “É Gol!!!”, do SporTV, como o lance mais bonito da rodada.
No dia 18 de setembro de 2016, na partida contra o Vitória, Sidão defendeu um pênalti, que foi batido pelo Diego Renan. Além de defender o pênalti, Sidão fez outras grandes defesas, que lhe valeram o "prêmio" de "Monstro da Rodada #26", do Cartola FC.
No dia 1 de outubro de 2016, contra o Corinthians na Arena Botafogo, defendeu outro pênalti batido pelo Marquinhos Gabriel, assegurando o placar de 2 a 0 para o Botafogo.

### São Paulo
No dia 19 de dezembro de 2016, foi oficializada a contratação de Sidão para o São Paulo, contrato válido até o final de 2018.
Estreou no dia 19 de janeiro de 2017 numa partida disputada contra o River Plate da Argentina, em partida válida pela semifinal do torneio amistoso Flórida Cup. Sidão entrou no segundo tempo como parte da rotação de times proposta pelo técnico Rogério Ceni, e foi destaque na disputa de pênaltis, defendendo duas cobranças dos argentinos, sendo que a segunda defesa garantiu o São Paulo na final do torneio. Na decisão contra o Corinthians, foi decisivo novamente, defendendo duas cobranças na disputa de pênaltis, e dando o título da Flórida Cup ao São Paulo.

### Goiás
Em 13 de dezembro de 2018, o diretor de futebol do Goiás confirmou a contratação de Sidão para 2019.

### Vasco da Gama
Em 29 de abril de 2019, acertou com o Vasco da Gama por empréstimo até o fim do ano. No dia 12 de maio, o goleiro, na opinião de analistas esportivos, falhou no primeiro gol da derrota de 3 x 0 de seu time para o Santos. Ainda assim, os telespectadores da partida escolheram-no, numa enquete promovida pela Rede Globo, como o "craque da partida", numa forma de deboche. A entrega do troféu após o jogo foi considerada humilhante para o goleiro e a repórter, e causou mal-estar, inclusive na mídia esportiva de fora do país, levando a Globo a reconsiderar o formato de escolha da premiação.
No jogo seguinte contra o Avaí, Sidão se redimiu sendo um dos destaques da partida garantido o empate por 1 a 1.  No total, Sidão fez 7 partidas pelo Vasco, tomando 9 gols.

### Figueirense
Em 10 de janeiro de 2020, foi anunciado como novo jogador do Figueirense, assinando até o fim da temporada por empréstimo. No final de 2020, porém, ao fim de seu contrato com o Goiás, o goleiro ficou sem clube.

### Concórdia
Em 11 de dezembro de 2021, foi anunciado como novo reforço do Concórdia. Em março de 2022, deixou o clube.

### Atlético Catarinense
Em 10 de junho de 2022, foi anunciado como novo reforço do Atlético Catarinense. Um dos poucos destaques da equipe, não conseguiu evitar o descenso do clube no Campeonato Catarinense 2023.

### Retorno ao Concórdia
Após o término do Campeonato Catarinense de 2023, o goleiro acertou o retorno ao Concórdia.

### Azuriz
Após a sua saída do Concórdia, clube de Santa Catarina, o atleta assinou um pré-contrato com o Azuriz para a disputa do Campeonato Paranaense de 2024.

## Estatísticas
Atualizado até 4 de novembro de 2018.

### São Paulo
| Clube             | Temporada         | Campeonato nacional | Campeonato nacional | Copa nacional | Copa nacional | Competições continentais¹ | Competições continentais¹ | Campeonato Estadual | Campeonato Estadual | Outros torneios² | Outros torneios² | Total | Total |
| Clube             | Temporada         | Jogos               | Gols                | Jogos         | Gols          | Jogos                     | Gols                      | Jogos               | Gols                | Jogos            | Gols             | Jogos | Gols  |
| ----------------- | ----------------- | ------------------- | ------------------- | ------------- | ------------- | ------------------------- | ------------------------- | ------------------- | ------------------- | ---------------- | ---------------- | ----- | ----- |
| São Paulo         | 2017              | 18                  | 0                   | 1             | 0             | –                         | –                         | 6                   | 0                   | 2                | 0                | 27    | 0     |
| São Paulo         | 2018              | 28                  | 0                   | 4             | 0             | 2                         | 0                         | 12                  | 0                   | –                | –                | 46    | 0     |
| São Paulo         | Total             | 46                  | 0                   | 5             | 0             | 2                         | 0                         | 18                  | 0                   | 2                | 0                | 73    | 0     |
| Total na Carreira | Total na Carreira | 46                  | 0                   | 5             | 0             | 2                         | 0                         | 18                  | 0                   | 2                | 0                | 73    | 0     |

¹Estão incluídos jogos pela Copa Sul-Americana.

²Estão incluídos jogos pela Florida Cup.

## Títulos
Taboão da Serra
- Campeonato Paulista da Série B-2 - 2004[30]

São Paulo
- Florida Cup - 2017

Paraná Clube
- Campeonato Paranaense Série B - 2024

### Prêmios individuais
- Melhor Jogador da Florida Cup - 2017